# شاگرد قصاب (رمان)
شاگرد قصاب (به انگلیسی The Butcher Boy) رمانی نوشتهٔ پاتریک مک‌کیب نویسندهٔ ایرلندی است که برای اولین بار در سال ۱۹۹۲ چاپ شد. این داستان را بچه روان پریشی به صورت اول شخص و جریان سیال ذهن روایت می‌کند و طول داستان، روایت به سوی جنون پیش می‌رود. روایت «شاگرد قصاب» از این نظر به عهده راوی غیرقابل اعتمادی است که گاه مخاطب را تا مرز توهم می‌برد.
رمان شاگرد قصاب، علاوه بر نامزدی جایزهٔ ادبی بوکر و برنده شدن جایزه ادبی ادبیات ایرلند از روزنامه آیریش تایمز، در فهرست ۱۰۰۱ کتابی که باید پیش از مرگ بخوانید هم آورده شده است.

## ترجمه‌ها در ایران
این کتاب توسط پیمان خاکسار و نشر چشمه در سال ۱۳۹۳ ترجمه و چاپ شد.